# Fattoria Acquisti
La Fattoria Acquisti si trova all'estremità settentrionale del comune di Grosseto, pochi chilometri a ovest del moderno abitato di Braccagni.
La tenuta è così denominata perché molti dei suoi terreni divennero coltivabili a seguito delle grandi opere di bonifica idraulica iniziate nel XVIII secolo dai Lorena; gran parte delle terre strappate all'antica palude si trovano oltre il "Molino degli Acquisti".
All'interno della tenuta della fattoria si trova la cappella di Sant'Uberto, edificata nel 1907 seguendo in parte il modello delle cappelle rurali dei secoli precedenti.
Nell'aia della fattoria e lungo una vicina strada poderale sono venuti alla luce alcuni cippi che potrebbero appartenere ad antiche tombe.